# Catamarca (provincie)
Catamarca je provincie na severozápadě Argentiny. Má hranici s provinciemi Salta na severu, na východě s provinciemi Tucumán, Santiago del Estero a Córdoba, na jihu s provincií La Rioja a na západě s Chile. Hlavním městem je San Fernando del Valle de Catamarca, kterému se zkráceně říká Catamarca.

## Departementy
Seznam depatementů provincie Catamarca a jejich hlavních měst:
1. Ambato (La Puerta)
2. Ancasti (Ancasti)
3. Andalgalá (Andalgalá)
4. Antofagasta de la Sierra (Antofagasta de la Sierra)
5. Belén (Belén)
6. Capayán (Huillapima)
7. Capital (San Fernando del Valle de Catamarca)
8. El Alto (El Alto)
9. Fray Mamerto Esquiú (San José)
10. La Paz (San Antonio)
11. Paclín (La Merced)
12. Pomán (Saujil)
13. Santa María (Santa María del Yokavil)
14. Santa Rosa (Bañado de Ovanta)
15. Tinogasta (Tinogasta)
16. Valle Viejo (San Isidro)